# 八代大歳神社
八代大歳神社（やしろおおとしじんじゃ）は兵庫県姫路市八代宮前町にある大歳神社。神社内に岩神大明神を年神とともに祀る。

## 概要
姫路城の北にある八代山の麓に鎮座。大歳神、素盞鳴尊、大山咋神を祀る。

## アクセス
姫路駅から北へ徒歩4分。